# Carabidomemnus ozaenoides
Carabidomemnus ozaenoides is een keversoort uit de familie van de loopkevers (Carabidae). De wetenschappelijke naam van de soort is voor het eerst geldig gepubliceerd in 1956 door Luna de Carvalho.